# Indian Humanist Union
Pour les articles homonymes, voir IHU.
L'Indian Humanist Union (en abrégé IHU, en français Union humaniste indienne) est une organisation humaniste indienne créée en 1960 par Narsingh Narain. Elle émane d'une organisation plus ancienne créée en 1954, dont le nom était « Société pour la promotion de la Liberté de Pensée ».
L'IHU est affilié à l'International Humanist and Ethical Union, et son symbole officiel est l'homme heureux. 
La branche financière de l'organisation, appelée Fonds de dotation humaniste fut créée en 1970. Les dons sont déductibles des impôts. 
L'IHU publie un journal qui lui est propre, l'Humanist Outlook, dont la publication a débuté dès 1966.